# Levantamento de peso nos Jogos Pan-Americanos de 1975
As competições de levantamento de peso nos Jogos Pan-Americanos de 1975 foram realizadas na Cidade do México, México. Esta foi a sétima edição do esporte nos Jogos Pan-Americanos, tendo sido disputado apenas entre os homens.

## Masculino
| Evento         | Ouro                      | Prata                | Bronze                   |
| -------------- | ------------------------- | -------------------- | ------------------------ |
| Até 52 kg      | Francisco Casamayor (CUB) | Narciso Orán (PAN)   | Lázaro de la Cruz (DOM)  |
| Até 56 kg      | Carlos Lastre (CUB)       | Paulo de Sene (BRA)  | Fernando Báez Cruz (PUR) |
| Até 60 kg      | Rolando Chang (CUB)       | Andrés Santoyo (MEX) | Elkin Velázquez (COL)    |
| Até 67,5 kg    | Roberto Urrutia (CUB)     | Daniel Cantore (USA) | Amaury Cordero (DOM)     |
| Até 75 kg      | Ignacio Guanche (CUB)     | James Napier (USA)   | Daniel Robitaille (CAN)  |
| Até 82,5 kg    | Lee James (USA)           | Abel López (CUB)     | Pablo Justiniani (PAN)   |
| Até 90 kg      | Phillip Grippaldi (USA)   | Alberto Blanco (CUB) | Frank Capsouras (USA)    |
| Até 110 kg     | Russell Prior (CAN)       | Mark Cameron (USA)   | Robert Santavy (CAN)     |
| Mais de 110 kg | Gerardo Fernández (CUB)   | Bruce Wilhelm (USA)  | Fernando Bernal (CUB)    |

## Quadro de medalhas
| Pos.               | País                 | Ouro | Prata | Bronze | Total |
| ------------------ | -------------------- | ---- | ----- | ------ | ----- |
| 1                  | Cuba                 | 6    | 2     | 1      | 9     |
| 2                  | Estados Unidos       | 2    | 4     | 1      | 7     |
| 3                  | Canadá               | 1    | 0     | 2      | 3     |
| 4                  | Panamá               | 0    | 1     | 1      | 2     |
| 5                  | Brasil               | 0    | 1     | 0      | 1     |
| 5                  | México               | 0    | 1     | 0      | 1     |
| 7                  | República Dominicana | 0    | 0     | 2      | 2     |
| 8                  | Colômbia             | 0    | 0     | 1      | 1     |
| 8                  | Porto Rico           | 0    | 0     | 1      | 1     |
| Total (9 entradas) | Total (9 entradas)   | 9    | 9     | 9      | 27    |